# Felix Kreutzer (Schauspieler)
Felix Kreutzer (* 1993 in Oberndorf bei Salzburg) ist ein deutscher Schauspieler.

## Leben
Felix Kreutzer wuchs in Bayern auf. Bereits in seiner Kindheit interessierte er sich für das Schauspiel. Während seiner Zeit am Gymnasium besuchte er das Unterrichtsfach „Bühnenspiel“ und erhielt intensive Förderung im Theaterspielen. Über eine Regiehospitanz am Volkstheater Wien kam er zum professionellen Theater. Von 2014 bis 2018 studierte Kreutzer Schauspiel an der Musik und Kunst Privatuniversität der Stadt Wien (MUK).
Bereits während seiner Ausbildung übernahm er verschiedene Theaterengagements. Am Wiener Volkstheater trat er in Maria Stuart (Spielzeit 2013/14, als Höfling, Regie: Stephan Müller) und als Chorführer in Aristophanes’ Komödie Die Vögel (Spielzeit 2014/15, Regie: Thomas Schulte-Michels) auf. Am MUK.Theater Wien wirkte er in dem Stück Kalbfleisch, das mit dem Thema der Zwangsprostitution von minderjährigen Mädchen auseinandersetzt, mit. Seit der Spielzeit 2016/17 tritt Felix Kreutzer am Akademietheater Wien in den Rollen Leutnant des Aufidius/Bürger in der Shakespeare-Tragödie Coriolan (Regie: Carolin Pienkos) auf.
2016 und 2017 gastierte er bei den Salzburger Festspielen. Als Mitglied der Tischgesellschaft gehört er zum Jedermann-Ensemble. Im April 2017 gehörte er am Schauspielhaus Wien zum Uraufführungsensemble des Theaterstücks kolhaaz (wir sind überall) von Volker Schmidt.
Kreutzer stand auch bereits für einige Film- und Fernseharbeiten vor der Kamera. 2015 wirkte er in dem Musikvideo zum Song Nightlight des Salzburger Elektropop-Duos Mynth mit. 2017 übernahm er eine Episodenhauptrolle in der österreichischen Fernsehserie SOKO Donau; er verkörperte den zunächst verschwundenen jungen Burschen Andy Gartner, dessen drei Freunde in den Weinbergen des Wienerwalds erschossen aufgefunden werden.
Ab April 2018 war Kreutzer in mehreren Folgen der österreichischen Krimiserie SOKO Kitzbühel in einer wiederkehrenden Rolle zu sehen; er spielte den jungen Tobias Krall, den unehelichen Sohn des Polizeiermittlers Kroisleitner (Ferry Öllinger). In der 18. Staffel und 19. Staffel von SOKO Kitzbühel (2019/20) hatte er weitere Auftritte als Tobias Krall, u. a. in einer Folge als Hauptverdächtiger, der in finanziellen Schwierigkeiten steckt.
Außerdem war er in der Sky-Serie Das Boot (2018) in einer Episodenrolle zu sehen. Im „Winterspecial 2021“ der TV-Serie Der Bergdoktor spielte Kreutzer eine der Episodenrollen als Freund einer an Leukämie erkrankten Ellmauer Bergführerin.
Kreutzer lebt in Wien.

## Filmografie (Auswahl)
- 2015: Mynth – Nightlight (Musikvideo)
- 2015: Pharma (Kurzfilm)
- 2017: SOKO Donau: Die Entscheidung (Fernsehserie, eine Folge)
- 2018–2021: SOKO Kitzbühel (Fernsehserie, 21 Folgen)
- 2018: Das Boot (Fernsehserie)
- 2018: Vote! (Kurzfilm)
- 2019: Im Schatten der Angst (Fernsehfilm)
- 2021: Der Bergdoktor: Bauernopfer (Fernsehserie)
- 2021: Der Bozen-Krimi: Mord am Penser Joch (Fernsehreihe)
- 2022: Vote! (Kurzfilm)
- 2022: Der Bergdoktor: Getrennte Welten (Fernsehserie)
- 2023: Schnell ermittelt (Fernsehserie, Folge Lucia Frost)
- 2023: Landkrimi – Der Tote in der Schlucht (Fernsehreihe)
- 2023: SOKO Leipzig (Fernsehserie, Folge Ohnmächtig)
- 2024: Biester (Fernsehserie)
- 2024: Kreuzfahrt ins Glück – Hochzeitsreise nach Korsika (Fernsehreihe)
- 2025: Uhudler-Verschwörung – Ein Stinatz-Krimi (Fernsehreihe)
- 2025: SOKO Donau/SOKO Wien (Fernsehserie, Folge: Matrjoschka)